# Distretto di Tarbaǧataj
Il distretto di Tarbaǧataj (in kazako: Тарбағатай ауданы) è un distretto (audan) del Kazakistan con  capoluogo Aqsuat.